# Зграда Хранта Мумџијана
Зграда Хранта Мумџијана у Нишу налази се на Кеју Мике Палигорића број 18а, у друштвеној својини. Овај споменик културе изграђен је 1931. године као породична кућа Хранта Мумџијана, нишког фабриканта шамија и марама. Постављањем на плато уз реку, у близини моста, зграда се истакла и по свом положају.

## Архитектура
Зграда поседује сутерен, високо приземље, спрат и мансарду. Основа је разуђена са полигонално решеним угаоним просторијама. Улази у зграду посебно су истакнути истуреним каменим степеништима и масивним рукохватима, које носе деликатно профилисани балустери. У централном делу симетрично урађене фасаде, из Улице 12. фебруара, постављен је главни улаз са тремом и стубовима, који носе балкон ограђен балустерима. Бочни улаз, окренут према Кеју, води ка затвореној веранди изнад које је раскошна тераса на углу. Вертикалну поделу зидног платна чине квадери у малтеру који се налазе са стране, на местима карактеристичним за пиластре у академској архитектури. Уређено двориште са фонтанама доприноси овом академско еклектичком решавању архитектуре.
Због својих архитектонских и историјско-уметничких елемената овај споменик културе је од културно-историјског значаја.

## Споменик културе
Зграда Хранта Мумџијана - Грчког конзулата регистрована је у Непокретна културна добра на територији општине Црвени крст, града Ниша.
На основу одлуке Владе Републике Србије, 2001. године додаје се на списак Завода за заштиту споменика културе у Нишу и заведена је као непокретно културно добро: споменик културе.